# Iwadate Yuya
Yuya Iwadate (sinh ngày 25 tháng 5 năm 1985) là một cầu thủ bóng đá người Nhật Bản.

## Sự nghiệp câu lạc bộ
Yuya Iwadate đã từng chơi cho Mito HollyHock và Kamatamare Sanuki.